# ييالوس (هانيا)
ييالوس (Γιαλός) هي مدينة في خانيا في جزيرة كريت في اليونان. يبلغ عدد سكانها حوالي 893 نسمة.